# 李時英 (嘉義知縣)
李時英（？—？），貴州貴築縣人，清朝政治人物。

## 生平
光緒十一年（1885年）接替周志侃擔任台灣府嘉義縣知縣，掌管今嘉義縣、嘉義市、雲林縣一帶政事。